# Raab-Katzenstein RK 1
Die Raab-Katzenstein RK 1 war ein Flugzeugentwurf für einen einsitzigen Doppeldecker der Raab-Katzenstein-Werke aus dem Jahr 1926. 

## Entwicklung
Die Raab-Katzenstein RK 1 entstand bei den Raab-Katzenstein-Werken 1926 als erster vollständig eigener Flugzeugentwurf des Werks. Bereits in zeitgenössischen Pressemeldungen wurde die RK 1 in den 1920er Jahren häufiger mit der bei Raab-Katzenstein gefertigten RaKa Kl.1 verwechselt, deren Entwicklung zunächst außerhalb der Raab-Katzenstein-Werke im Privatbüro des Konstrukteurs Paul Hall vermutlich als Kassel Kl.1 begonnen wurde. Im Werksgebrauch wurde Halls zweisitziger, kunstflugtauglicher Doppeldecker jedoch weiterhin als Raab-Katzenstein Kl.1 bezeichnet. 
Unter der Bezeichnung Raab-Katzenstein RK 1 wurde seit 1927 bei Raab-Katzenstein ein einsitziger Doppeldecker mit einem 200 PS starken Whirlwind J5-Motor angeboten, der vermutlich eine direkte Ableitung der Kl.1 war. Vermutlich war dieser Einsitzer zunächst als militärisches Allzweckflugzeug vorgesehen. Spätestens seit 1928 wurde die RaKa RK 1 dann auch als Sporteinsitzer angeboten, der zu einem Preis von 35.000 RM mit gleicher Whirlwind-Motorisierung wie die ebenfalls angebotene, zweisitzige RaKa Kl.1d ausgerüstet war. 
Für den einsitzigen Doppeldecker fanden sich weder militärische noch zivile Interessenten. Ein Prototyp wurde nicht gebaut. Spätestens mit der Entwicklung der RaKa RK26 Tigerschwalbe verschwand die RK.1d 1929 aus den Preislisten des Werks.

## Technische Daten
| Kenngröße | Daten               |
| --------- | ------------------- |
| Besatzung | 1                   |
| Antrieb   | 200 PS Whirlwind J5 |